# Маншет
Маншет е допълнително парче плат, зашито към долния край на ръкав на дреха (например - риза), покриващи ръцете или краката. „Маншет“ се нарича и ивицата плат, намираща се в долната част на панталоните.
Функционалната цел на тази тясна ивица плат е да се защити материалът, от който е изработена дрехата, от протриване, а когато маншетът се протрие, той лесно може да бъдат поправен или да се замени без големи промени в дизайна на дрехата.
Като аксесоар в мъжката мода на маншет на риза се поставят специални копчета, наречени ръкавели, които най-често са изработени от ценни метали, инкрустирани са скъпоценни камъни или просто са позлатени. Закопчаването става през двата илика на маншона, като от едната страна може да се закопчае чрез завъртане. Друг аксесоар може да бъде декоративен ръб на маншона или добавянето на дантела.
В мъжката мода често маншетът се показва под ръкавите на сакото.